# Jacques Richard (Eishockeyspieler)
Jacques Richard (* 7. Oktober 1952 in Québec City, Québec; † 8. Oktober 2002 ebenda) war ein kanadischer Eishockeyspieler, der während seiner aktiven Karriere unter anderem für die Atlanta Flames, Buffalo Sabres und Québec Nordiques in der National Hockey League gespielt hat.

## Karriere
Jacques Richard ging während seiner Jugendzeit von 1967 bis 1972 für die Québec Remparts aufs Eis und spielte dort gemeinsam mit Guy Lafleur und André Savard. In seinen letzten drei Jahren bei den Remparts in der Québec Major Junior Hockey League erzielte der Angreifer jeweils weit über hundert Scorerpunkte pro Spielzeit. 1971 gewann er mit der Mannschaft den Memorial Cup, im Folgejahr wurde Richard mit der Trophée Jean Béliveau als bester Scorer der Liga ausgezeichnet. Beim NHL Amateur Draft 1972 wurde der Kanadier in der ersten Runde an zweiter Position von den Atlanta Flames ausgewählt. Aufgrund seiner herausragenden Leistungen in der QMJHL wurde er während dieser Zeit bereits als der nächste Maurice „Rocket“ Richard gehandelt und ihm eine ähnlich erfolgreiche Karriere zugetraut. Jacques Richard wurde diesen Erwartungen während seiner gesamten NHL-Karriere jedoch lediglich in der Saison 1980/81 gerecht, als er eine hervorragende reguläre Saison absolvierte und eine Bilanz von 52 Toren und 103 Punkten erreichte. Dies war seine einzige Saison überhaupt, in der Richard mehr als 50 Scorerpunkte erzielt hatte. In Atlanta war der Stürmer einer der besten Torschützen einer Mannschaft, mit der er in drei Jahren ein Mal die Playoffs erreichte und nicht über die erste Runde hinauskam. Bei den Flames begann er mit einem exzessiven Lebensstil. Er war bekannt für seinen hohen Alkoholkonsum, exzessives Glücksspiel und später nahm er auch Kokain. Im Oktober 1975 gaben ihn die Flames in einem Transfergeschäft an die Buffalo Sabres ab.
In seiner ersten Saison kam der Stürmer zwar regelmäßig zum Einsatz, doch gegen starke Konkurrenten wie unter anderem Gilbert Perreault, René Robert und Rick Martin, die French Connection, konnte er sich allerdings nie durchsetzen und agierte zweiweise auch bei den Hershey Bears in der American Hockey League. Der General Manager der Sabres Punch Imlach beschrieb Richard als „netter Junge und guter Eishockeyspieler“, „der jedoch sein Talent verschwendete“. Seine Alkoholprobleme führten dazu, dass er sich in einer Bar eine Schlägerei lieferte und aufgrund eines verstauchten Handgelenks nicht in der Lage war am nächsten Spiel teilzunehmen. Die Sabres entschieden im Sommer 1979 seinen Vertrag nicht zu verlängern und Richard begann die folgende Saison bei den Rochester Americans. Dort zeigte er gute Leistungen und war mit 36 Punkten aus 37 Spielen einer der besten Scorer der Mannschaft, sodass der Angreifer im Februar 1980 von den Québec Nordiques verpflichtet wurde. In der Saison 1979/80 kam er noch zu 14 Einsätzen für die Nordiques und erzielte 15 Punkte, ehe ihn eine Knieverletzung vom Spielbetrieb ausfallen ließ. In der folgenden Saison spielte Richard in einer Reihe gemeinsam mit den Šťastný-Brüder Anton und Peter. In seiner Heimatstadt agierte Richard auf der Position des rechten Außenstürmers. Während der Spielzeit 1980/81 erzielte er als erster Spieler der Franchisegeschichte mehr als 50 Saisontore und erreichte insgesamt 103 Scorerpunkte in der regulären Saison, nachdem der Angreifer in seinen sieben NHL-Saisons zuvor nie mehr als 43 Punkte erzielt hatte. In den späteren Jahren war er zwar weiterhin ein guter Scorer, doch an diese herausragenden Leistungen konnte er nie anknüpfen, was seinem exzessiven Lebensstil geschuldet war. 1983 beendete er seine aktive Karriere, nachdem Richard zuletzt für Fredericton Express in der American Hockey League gespielt hatte. 1999 wurde er für seine herausragenden Leistungen während seiner Juniorenzeit auf der Position des linken Außenstürmers in der Québec Major Junior Hockey League von der Canadian Hockey League ins all-time QMJHL All-Star team gewählt.
Nach seiner Spielerkarriere geriet Richard mit dem Gesetz in Konflikt, als er am 13. Februar 1989 am Flughafen von Montréal von Zollbeamten mit über fünf Pfund Kokain erwischt wurde, dass er aus Kolumbien mitgeführt hatte. Der Marktwert des Kokains wurde auf etwa 1,5 Millionen US-Dollar geschätzt. Er bekannte sich schuldig und wurde zu sieben Jahren Haft verurteilt.
Einen Tag nach seinem 50. Geburtstag verunglückte Richard bei einem Straßenverkehrsunfall tödlich.

## Erfolge und Auszeichnungen
- 1971 Memorial-Cup-Gewinn mit den Québec Remparts
- 1971 QJHL First All-Star Team
- 1972 Trophée Jean Béliveau
- 1972 QMJHL First All-Star Team